# Gastrostomie percutanée endoscopique
Pour les articles homonymes, voir GPE.

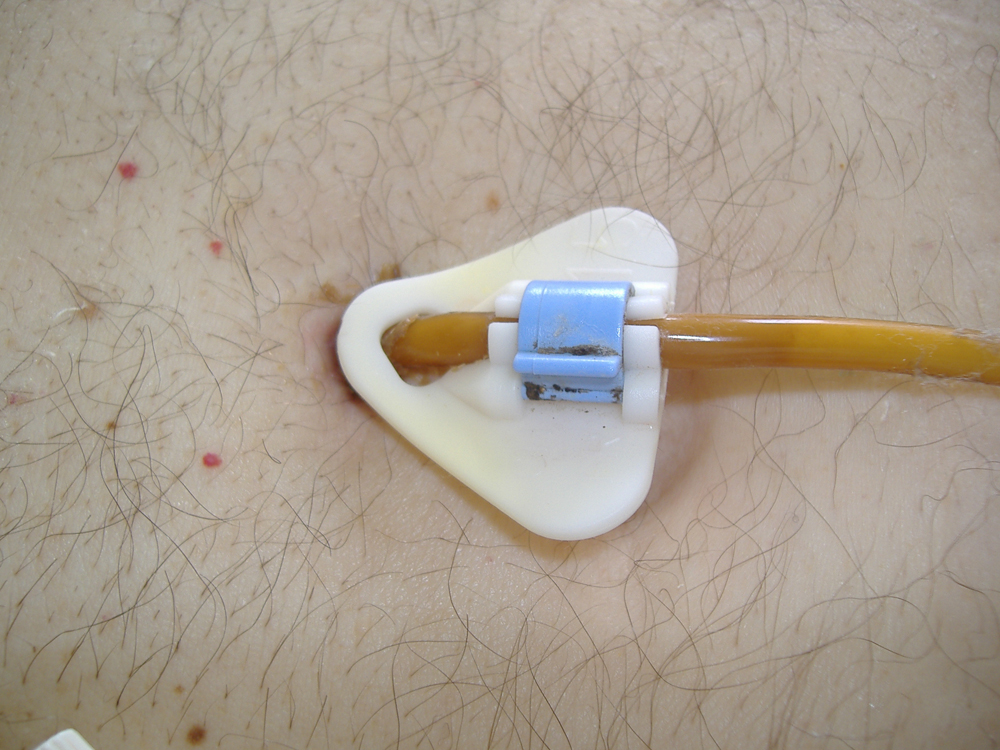
Abouchement d'une gastrostomie au niveau de l'abdomen.

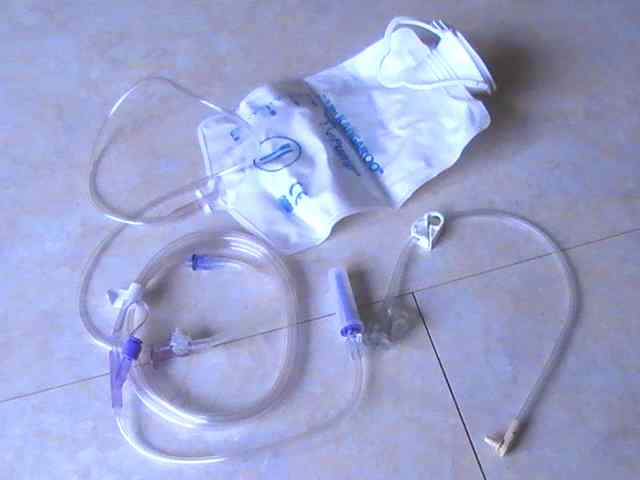
Poche d'alimentation et kit de gastrostomie.

Une gastrostomie percutanée endoscopique  (sigle GPE) désigne un protocole de soins consistant à créer une communication au travers de la paroi abdominale (une stomie) entre la peau et l'estomac par voie chirurgicale ou percutanée (endoscopique ou radiologique).
La gastrostomie percutanée permet de placer une sonde (sonde de gastrostomie ou sonde de Foley) au niveau de la stomie. La sonde s'abouche à l'abdomen, au niveau de la région ombilicale ou de l'épigastre et débouche dans l'estomac. Il existe également les jéjunostomies endoscopiques percutanées pour lesquelles la sonde débouche dans une partie de l'intestin grêle : le jéjunum.

## Historique
Faite précédemment par laparotomie (ouverture chirurgicale de l'abdomen), la technique dite « endoscopique percutanée » se développe à partir des années 1980, d'abord chez l'enfant.

## Indications
La sonde de gastrostomie est utilisée pour l'administration de produits de renutrition et d'eau au long cours par voie entérale, c'est-à-dire au niveau de l'estomac ou via l'intestin (par opposition à la nutrition parentérale (par voie veineuse)) dans les cas de malnutrition ou de dénutrition sévère.
La pose d'une sonde de gastrostomie peut également être indiquée dans le cadre d'obstructions digestives afin de vidanger l'estomac.
Elle vient souvent remplacer une sonde naso-gastrique, passée par l'œsophage, souvent mal tolérée sur de longues périodes afin de pallier un déficit d'alimentation de la personne.
La gastrostomie s'avère utile dans de nombreuses pathologies, notamment cancéreuses et neurologiques ou chez la personne souffrant de pneumopathie d'inhalation de façon chronique.
L'accord du patient est nécessaire.

## Contre-indications
Les contre-indications sont la présence d'un trouble de la coagulation, d'une infection.

## Techniques d'application
La gastrostomie peut être réalisée lors d'une intervention chirurgicale, mais, le plus souvent, elle est réalisée par le gastroentérologue lors d'une fibroscopie, et parfois par le radiologue, sous contrôle radiologique. Ces deux dernières techniques sont dites percutanées et sont mieux supportées, surtout pour les patients fragilisés. L'intervention peut être réalisée sous anesthésie générale, mais est généralement bien supportée sous anesthésie locale pour les méthodes percutanées, ce qui est mieux toléré chez des patients fragiles. Elle est précédée par la mise sous antibiotiques permettant de diminuer substantiellement le risque de complications infectieuses.
Lors d'une gastrostomie endoscopique percutanée, un fibroscope est introduit dans l'estomac. Ce dernier est gonflé par insufflation d'air. La source de lumière, située à l'extrémité de l'endoscope, est dirigée vers la paroi externe et peut être alors visualisé sur la peau du patient : une incision est faite à ce niveau, après anesthésie locale, permettant d'y introduire un guide métallique qui est saisi par le fibroscope. Ce dernier est retiré et le guide métallique connecté au cathéter de gastrostomie. La traction du guide à travers la peau permet le passage du cathéter dans l’œsophage, puis dans l'estomac, puis à travers l'incision cutanée. Le renflement de son extrémité évite qu'il ne sorte complètement.

## Placement de la sonde
Le placement de la sonde est choisi selon la situation individuelle du patient.

La position de la buse de sortie choisie habituellement, est la sortie de l'estomac (position gastrale). En cas de sténoses ou d'autres problèmes là, le duodénum (position duodénale) ou l'intestin grêle (position jejunale) peut être conseillé.

## Formes des sondes
Ils se trouvent des formes différentes des sondes. La fixation par un ballon doit être gardée régulièrement, celui utilisant une plaque de retenue intérieure pas. La sonde de ballon permets l*échange simple en cas de dégradation

## Complications
Les principales complications sont infectieuses : abcès de la paroi gastrique ou abdominale ou infection au point de ponction. D'autres complications peuvent être liées à l'utilisation ou à l'éducation thérapeutique de la personne disposant d'une sonde au long cours.

## Problèmes
Le patient peut perdre l'appétit parce que la stimulation olfactoire est perdue.
Particulièrement chez les nourrissons peut se former une dépendance
Le bouton de gastrostomie peut se déplacer, ou même, tomber. Une prise en charge rapide est alors nécessaire, l’incision de l’estomac pouvant se fermer en quelques heures.